# نیروگاه خورشیدی پی‌اس۲۰

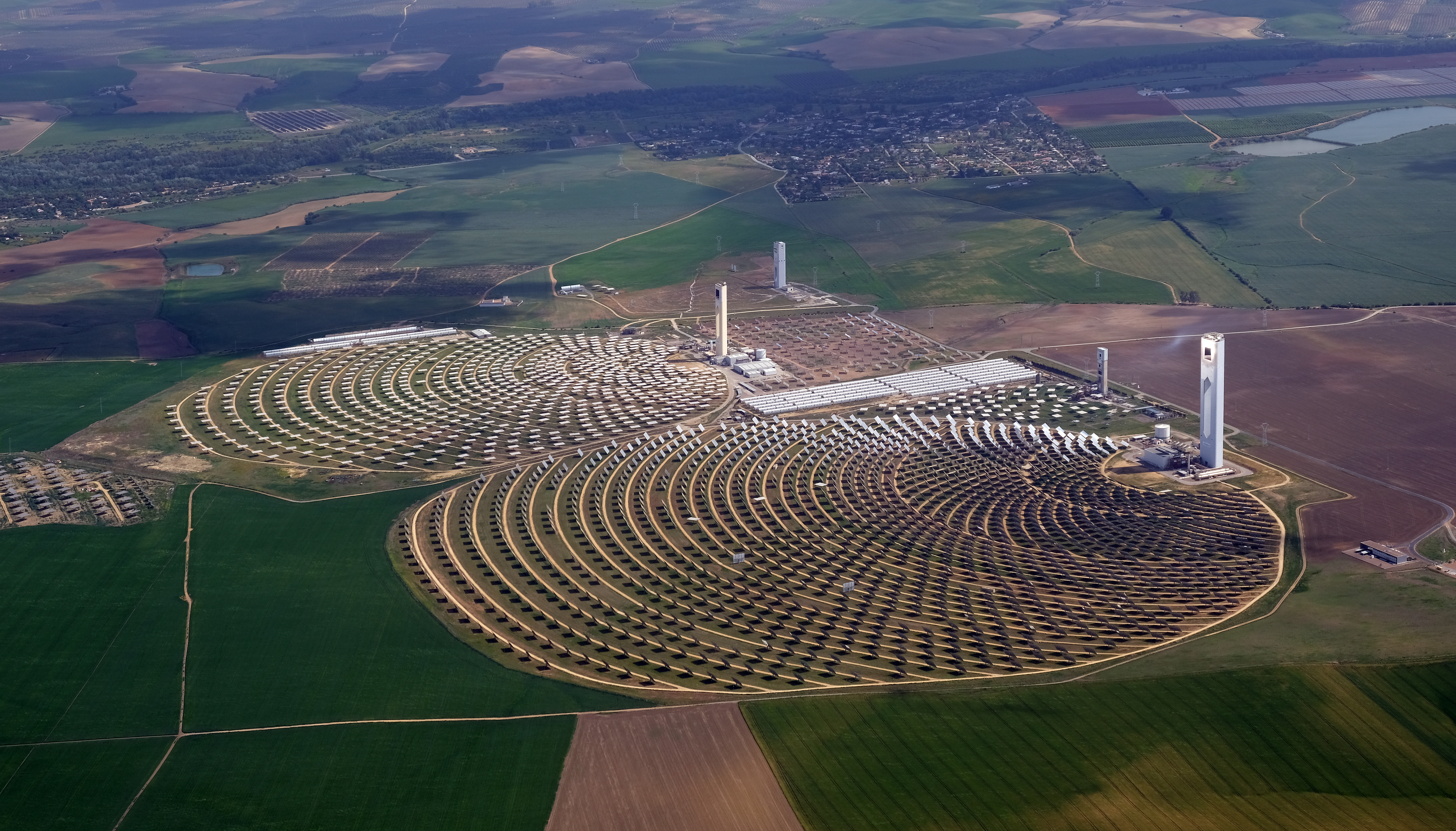
نیروگاه خورشیدی پی‌اس۲۰

PS۲۰ دومین نیروگاه بزرگ انرژی خورشیدی جهان که در نزدیکی سویل اسپانیا قرار دارد . ظرفیت تولید این نیروگاه ۲۰ مگاوات است و می‌تواند با این مقدار انرژی برق مصرفی ۱۰ هزار خانه را فراهم کند.
تولید انرژی این نیروگاه در دوره سه روزه تولید آزمایشی حتی از مقدار پیش‌بینی شده نیز بیشتر بود و به این ترتیب توانست بر این نظریه که انرژی خورشیدی مزیت‌های فراوانی برای تأمین انرژی دارد، مهر تأیید بزند.
سانتیاگو سیگه مدیرعامل این نیروگاه می‌گوید؛ «تولید انرژی بیش از مقدار پیش بینی شده در مرحله آزمایش اهمیت بسیار دارد. ما با دستاوردهای فناورانه و همچنین تجربه توانستیم در ساخت برج‌های خورشیدی گام بزرگی به پیش برداریم.»
نیروگاه انرژی خورشیدی PS۲۰ که دومین نیروگاه بزرگ تجاری در حال کار جهان است، نسبت به PS۱۰ که اولین نیروگاه تجاری است، از لحاظ فناوری مزیت‌های بسیاری دارد.
گفتنی است برج انرژی خورشیدی PS۱۰ که در نزدیکی شهر آفتابی سویل در جنوب اسپانیا واقع است، ۱۱ مگاوات انرژی تولید می‌کند. این نیروگاه ۶۲۴ آینه بزرگ متحرک دارد که به آن‌ها هلیوستات می‌گویند. این آینه‌ها موتوری دارند که آن‌ها را همیشه رو به خورشید نگه می‌دارد.
ظرفیت تولید PS۲۰ دو برابر نیروگاه قبلی است. بازده گیرنده‌های این نیروگاه بیشتر است. سیستم‌های مدیریت و کاربری آن نیز نسبت به PS۱۰ پیشرفته تر است و سیستم ذخیره انرژی حرارتی بهتری دارد.
نیروگاه PS۲۰ از یک میدان خورشیدی تشکیل شده‌است که ۱۲۵۵ آینه هلیوستات دارد. سطح هر هلیوستات ۱۲۰ مترمربع است که نور خورشید رسیده به آن را به سمت گیرنده‌ها بازتاب می‌دهد. این گیرنده‌ها در ارتفاع ۱۶۲ متری برج نصب شده‌است. این انرژی خورشیدی که از بازتاب نور خورشید در ۱۲۵۵ آینه حاصل می‌شود، در یک نقطه متمرکز می‌شود، آب را بخار می‌کند و بخار آب با چرخاندن توربین انرژی تولید می‌کند.
با آغاز به کار PS۲۰ از انتشار حدود ۱۲ هزار تن گاز گلخانه یی کربن دی اکسید جلوگیری می‌شود. در صورت استفاده از سوخت‌های فسیلی برای تولید انرژی، این مقدار گاز گلخانه یی در هر سال تولید می‌شود. قرار است این نیروگاه تا سال ۲۰۱۳ با استفاده از روش‌های مختلف از جمله فناوری برج خورشیدی، ناوه‌های خورشیدی، فناوری سلول‌های فتوولتایی و... ۳۰۰ مگاوات انرژی تولید کند. در این صورت برق مصرفی ۱۵۳ هزار خانه تأمین می‌شود و از انتشار ۱۸۵ هزار تن کربن دی اکسید در هر سال پیشگیری می‌شود. به گفته کارشناسان، این نیروگاه می‌تواند در دوره فعالیت خود از انتشار چهار میلیون تن گاز گلخانه یی جلوگیری کند. نیروگاه در زمینی به مساحت ۸۰۰ هکتار و هزینه یی حدود ۲/۱ میلیارد یورو ساخته شده‌است و می‌تواند برای ۳۰۰ نفر شغل دائم ایجاد کند. شرکت سازنده این نیروگاه علاوه بر ساخت نیروگاه در اسپانیا در الجزیره، مراکش و ایالات متحده نیز نیروگاه‌هایی می‌سازد.
شرکت سازنده این نیروگاه پیش از این نیروگاه برنده دو طرح پژوهش و توسعه در حوزه متمرکزسازی نیروی خورشیدی شده‌است. مبلغ کل این جایزه ۱۴ میلیون دلار و حامی مالی آن دپارتمان انرژی امریکاست.
شرکت سازنده این نیروگاه قصد دارد در یکی از این طرح‌ها فناوری‌های تازه برای کاهش قیمت ۲۰ تا ۲۵ درصدی ذخیره انرژی حرارتی در سیستم‌های متمرکزکننده، انرژی خورشیدی در ناوه‌های سهمی شکل ارائه دهد. این شرکت پیش از این نیز در دسامبر ۲۰۰۷، برنده سه مناقصه دپارتمان انرژی برای ابداع ناوه‌های سهمی شکل کاراتر شده بود. این شرکت در مناقصه سهمی شکل سوم خود، به پژوهش در مورد فناوری‌های نو، برای تلفیق سیستم‌های ذخیره انرژی گرمایی با سیستم‌های برج انرژی می‌پردازد.
سیگه می‌گوید؛ «با توجه به تلاش‌های صورت گرفته در دو سوی اقیانوس اطلس می‌توانیم هرروزه راه حل‌های جدیدی برای تامین انرژی عرضه کنیم که تمیزتر و کاراتر باشد.»